# Physostegia intermedia
Physostegia intermedia är en kransblommig växtart som först beskrevs av Thomas Nuttall, och fick sitt nu gällande namn av Georg George Engelmann och Asa Gray. Physostegia intermedia ingår i släktet drakmyntor, och familjen kransblommiga växter. Inga underarter finns listade i Catalogue of Life.